# Bahanesta
Bahanesta es un despoblado que actualmente forma parte del concejo de Apellániz, que está situado en el municipio de Arraya-Maestu, en la provincia de Álava, País Vasco (España).

## Toponimia
A lo largo de los siglos ha sido conocido con los nombres de Bahanesta y Bahanezta.

## Historia
Documentado desde 1025 (Reja de San Millán), donde se decía que estaba situado entre Berroci y Apellániz.